# یاسواکی کاتو
یاسواکی کاتو (انگلیسی: Yasuaki Kato؛ زادهٔ ۱۰ آوریل ۱۹۷۶) بازیکن فوتبال اهل ژاپن است.
از باشگاه‌هایی که در آن بازی کرده‌است می‌توان به باشگاه فوتبال ناگویا گرامپوس اشاره کرد.